# Recinto Ferroviario IANSA Los Ángeles
El Recinto Ferroviario IANSA Los Ángeles se ubica dentro del recinto de la Industria Azucarera Nacional de Los Ángeles, a un costado de la faja vía del Ramal Santa Fe - Santa Bárbara. Transportaba la producción de dicha empresa, tarea realizada con locomotoras y vagones de Ferrocarril del Pacífico. El patio de vías dirige hacia las bodegas, de forma paralela a la vía principal del ramal.
Desde 2008 las vías se encuentran aisladas por haber sido levantadas las últimas secciones del ramal.
Actualmente estas vías ya no existen y toda la producción es trasportada en camiones.
- Datos: Q6102681